# Gonatocerus asulcifrons
Gonatocerus asulcifrons är en stekelart som beskrevs av Zeya 1995. Gonatocerus asulcifrons ingår i släktet Gonatocerus och familjen dvärgsteklar. Inga underarter finns listade i Catalogue of Life.